# Geomal, Alba

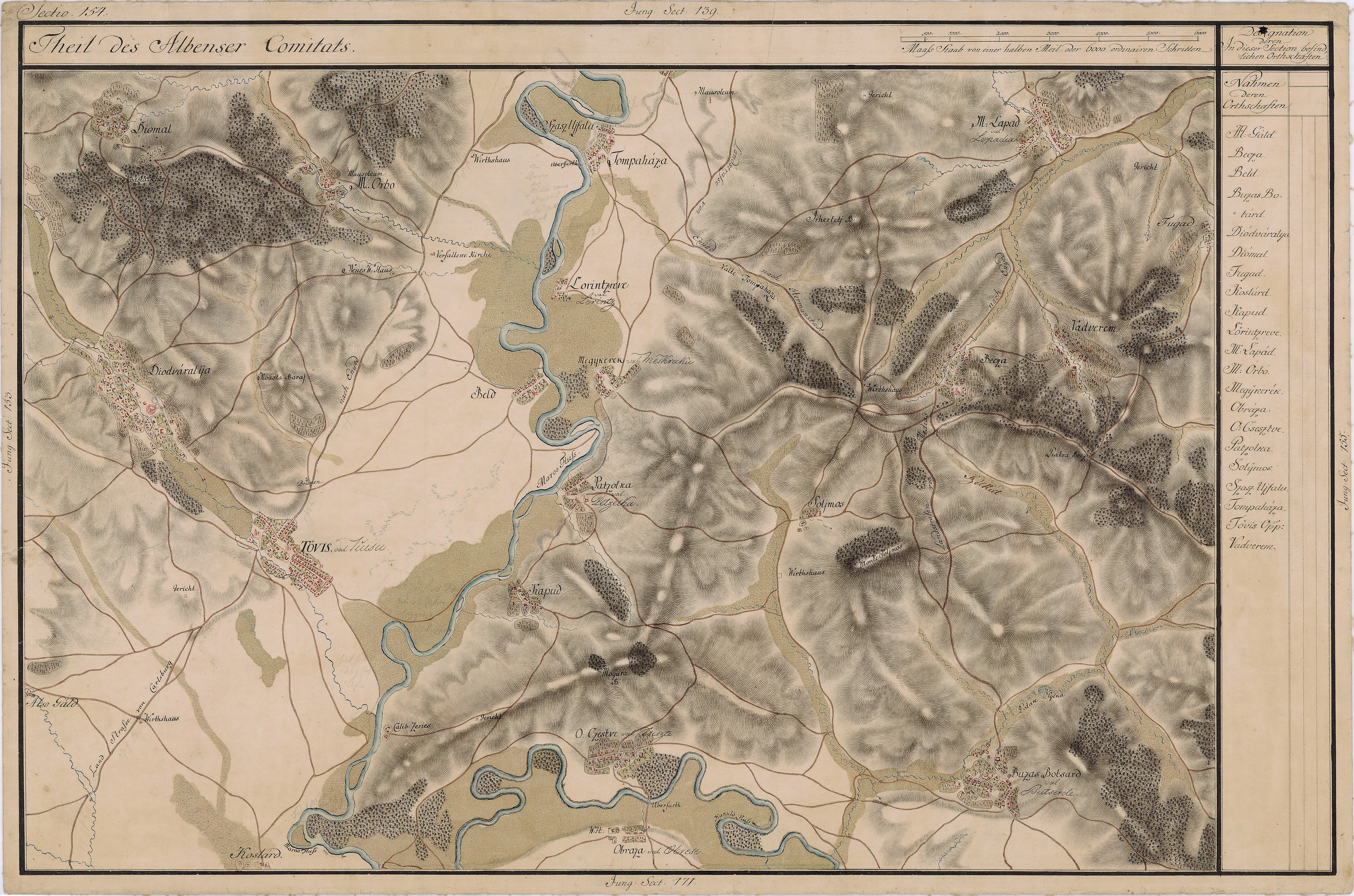
Geomal pe Harta Iosefină a Transilvaniei, 1769-1773 (Sectio 154)

Geomal (în maghiară Diomal) este un sat în comuna Stremț din județul Alba, Transilvania, România.
Pe Harta Iosefină a Transilvaniei din 1769-1773 (Sectio 154), localitatea apare sub numele de „Diomal”. 

## Așezare geografică
Se învecinează cu Stremț, Geoagiu, Gârbova de Sus, Gârbovița, Gârbova de jos, iar în partea de apus cu dealul Măgura.
Este o străveche așezare așezată pitoresc la poalele contrafortului calcaros al Măgurii Geomalului care domină cu cei 746 m întreaga zonă. Urmând drumul de hotar Stremț – Geomal după 6 km ajungem în această localitate aparținătoare comunei Stremț – atestată documentar încă din 1282, în hotarul satului fiind descoperite importante vestigii din epoca dacică și daco-romană:
urmele unui castru roman și al unei villa rustica – ce apare în
drumul „roman ce leagă Apullum de Brucla (Aiud) și Napoca (Cluj).
Satul Geomal, situat la 7 Km nord față de satul de centru este situat la „poalele” Măgurii Geomalului într-un bazinet ce constituie teritoriul din care își colectează apele micul pârâu Geomal – afluent al Gârbovei. Forțată de condițiile naturale vatra satului are o formă „îngrămădită și o textură neregulată”. În acest sat clasat în categoria celor mici după populația de 473 de locuitori ce-i aparțin, a văzut lumina zilei în 1887 marele istoric ardelean Ștefan Meteș.
Documentul istoric care îi atestă fără drept de apel vechimea plasează atestarea localității în a doua jumătate a secolului al XIII-lea – imediat după Geoagiu de Sus.
Evoluția denumirii satului Geomal din 1282 până in prezent, după "Dicționarul istoric al localităților din Transilvania": (Geomal 1282 Giomal, magh. Diomal raionul Alba, reg. Hunedoara): 1282 – Gyomal;	1349 pass.Diomal, villa Olahalis; 1349 Villa Volahalis Gyomal; 1733 Diomay- c.K, 1760 – 1762 – Diomal c.B.; 1850 - Zsomal St. Tr.; Dyomal-Doc.Rom.C.a II; 1854 - Diomal, Geomal-Bul.91, Iczkovitz 54
La 1 ianuarie 1977 suprafața intravilanului era de 50 ha, în care erau incluse majoritatea locuințelor și dotărilor aferente satului, rămânând în afara perimetrului câteva gospodării sau grupuri de gospodării executate după anul 1960.
Datorită așezării vetrei satului în bazinul de la poalele Măgurii Geomalului - o bună parte din gospodării sunt așezate pe versanți cu pante mari afectate de viroage și cursurile temporare ale pârâiașelor ce se scurg spre fundul bazinului. Un alt proces ce afectează negativ intravilanul satului sunt alunecările de teren stabilizate sau active determinate de structura geologică, care au dus la degradarea clădirilor și construcțiilor anexe din vatra satului.
Localitatea este legată prin DC 75 în lungime de cca. 4 Km și de satele Geoagiu de Sus și Gârbova de Jos printr-un drum de hotar de pământ. DC 75 străbate localitatea pe porțiunea de la intrare până în centru, este pietruit, elementele geometrice sunt în parte corespunzătoare, excepție face partea terminală la coborârea spre centru unde panta este accentuată și traseul traversează câteva podețe necorespunzătoare, lungimea DC în intravilan este de 1 km.
Străzile satului în lungime totală de 6 Km au trasee foarte neregulate urmând fie curbele de nivel fie văile pârâielor ce se scurg de pe versanți, multe din ele sunt „înfundate”, au lățimi mici, pante accentuate lipsindu-le trotuarele și șanțurile de scurgere a apelor pluviale. Multe din ulițele satului în perioadele cu precipitații se transformă în mici torenți care prin eroziune de multe ori le transformă în ravene îngreunând mult circulația și accesul în gospodăriile limitrofe. Alunecările de teren ce afectează vatra satului au urmări negative și asupra stării ulițelor din vatră, a podețelor ce deservesc drumurile aducându-le  într-o stare avansată de degradare. Lățimea celor mai multe din ulițele satului nu permite executarea trotuarelor pietonale și a șanțurilor de scurgere.
Zona rezidențială cu clădiri ocupă în mare parte teritoriul intravilanului, are clădiri de tip rural ce ocupă 90% din intravilan, în ea incluzându-se locuințele, gospodăriile anexe terenurilor agricole, dotările social culturale: biserica, școala, căminul cultural, punctul sanitar și spațiile comerciale. În cadrul intravilanului au fost stabilite 2 subzone care datorită fenomenelor sus amintite au interdicție temporară de construcție.
Alimentarea cu energie electrică se face prin LEA / linie electrică aeriană de 20 KV – Stremț ce este prevăzută cu deviație din Geoagiu de Sus cu ajutorul a 2 posturi de transformare de la 20/0,4 KV la 100 KV, rețeaua de joasă tensiune este aeriană ancorată pe stâlpi de beton sau lemn.
Alimentarea cu apă a localității se face atât din fântâni individuale cât și de un sistem centralizat, iar pentru viitor prin captarea unui bazin corespunzător se va putea asigura în totalitate aprovizionarea satului cu apă potabilă. Satul nu dispune de o rețea centralizată de canalizare, la ora actuală apele uzate menajere scurgându-se în puțuri absorbante, fose septice sau prin simpla deversare a lor la suprafața pământului care duce la poluarea apelor freatice și a celor de suprafață. Soluția de viitor prevăzută pentru înlăturarea acestor deficiențe este construcția de bazine hidroizolate individuale pentru toate gospodăriile și instituțiile din sat prin vidanjarea periodică a acestora și transportul materialului la stația de epurare stabilită.
Tot în perspectivă este prevăzută introducerea în sat a alimentării cu gaz natural din traseul conductei magistrale 3 „Oiejdea – Valea Mănăstirii”, construirea unei stații de reglare adecvate în „centrul satului” la Căminul cultural.
Planul de dezvoltare în perspectivă a localității prevedea ca priorități: reabilitarea căilor de circulație – străzilor și podețelor din sat, amenajarea unui teren de sport și construirea Monumentului eroilor satului în curtea bisericii sau a căminului cultural din localitate.

## Istorie
Satul Geomal, lângă Teiuș, e între cele mai vechi așezări românești cunoscute din Ardeal. Încă la 1282 se amintește într-un proces de hotărnicie al satului Gârbova, făcut din partea unor nobili maghiari György Samson și Nicolae Andrei, fiii lui Andrei, și alții împotriva căpitanului Episcopiei latine din Ardeal. I se zice la această dată Gyomal, nume pe care l-a păstrat până astăzi, zicându-i-se în ungurește Diomal.
Numele satului e compus din 2 cuvinte: "Gyo" sau "Dio" și "mal". Ungurescul "Gyo" sau "Dio" în românește înseamnă „nucă”, iar cuvântul mal de origine albaneză sau ilirică se traduce în românește cu termenul de colină, deal sau măgură. 
Cuvântul Gyomal sau Diomal se traduce în românește: colină, deal cu nuci. De fapt la marginea satului se ridică și astăzi un deal mare căruia poporul îi spune Măgură – care cândva a trebuit să fie plantat cu nuci, căci cu adevărat acestor arbori le priește terenul de pe această Măgură.
Cu câțiva ani mai târziu, în 19 oct. 1299 descriindu-se hotarele Gârbovei se amintește iarăși satul Gyomal și muntele Gyomalhegye. Un act din 1372 amintește tot de muntele Gyomal. 
Înainte de aceasta, la 2 februarie 1394, Capitlului din Oradea Mare confirmă mărturisirea adevărată a lui Mihail din Stremț, care pe lângă anumite condiții, pentru pomenirea părinților săi, Capitlului din Alba Iulia moșiile următoare: Olah Holom dispărut, Giomal și Tinod azi doar loc arător , Ioan Hunyadi - Ioan Corvin de Hunedoara la 10 xian 1442, dăruiește din averea aceluiași Mihail ajunsă pe mâna lui moșiile: Giomol, Tinod și Cergăul bulgăresc, Capitlului din Alba Iulia pentru pomenirea sa și a fratelui său Ioan, care e îngropat în Biserica din Alba Iulia.
Satul Giomal era moșie fiscusească, care se putea dărui după bunul plac al Regelui sau Voievodului ardelean, cu toate acestea satul a fost totdeauna în stăpânirea fiscusească și mai ales în cea a Capitlului Episcopului latin din Bălgrad.
La 1 septembrie 1614, principele Gabriel Bethlen a dăruit soției sale Susana Karolyi mai multe sate între care și Giomalul.
În octombrie 1650, e iarăși fiscal, făcând sătenii robota la centrul din Alba Iulia. 
În anul 1678, fiind recolta slabă în Giomal, principele Apafi dă de pe moșia sa din Blaj 20 de cable de grâu românilor din Giomal. Prețul unei cable de grâu îl fixează la 55 denari (sau 44 florini), sătenii îndată plătesc acest grâu, dând bani gata 25 fl. Și 48 fierii de must în preț de 18 fl. Se dă numele tuturor sătenilor și băieților lor de vârsta acestora din urmă. Erau 14 iobagi cu 24 băieți și 3 zilieri cu 5 băieți. E interesant să știm de ce se indica în urbarii și etatea băieților. În conscripția urbarială a domeniului Inidoara din 1681, iată ce se zice în privința acestora: „vârsta fiilor de iobagi de aceea s-a înscris în Urbariu, pentru că dacă va vedea stăpânirea, că numai a sosit, ci și a trecut timpul pentru căsătoria oricărui fecior, să nu ducă o viață imorală, ci prin căsătorie dumnezeiască să se înmulțească, atunci trebuie silit, dacă o admoniere ușoară nu prinde, trebuie întemnițat, căsătoria să nu și-o amâne, ceea ce știu că aproba și femeile văduve și fetele mari.”
Conscripția urbarială din 1750 e mai bogată în informații și în ceea ce privește satul Giomal, pământul acestei comune e muntos și de producție mijlocie. Pentru negoț nu-i potrivit, locuitorii de aici trăiesc din lucrul pământului, al viilor și al pomilor și producțiile acestora le duc la târgurile din apropiere la Aiud și Alba Iulia. În conscripție se dă numele tuturor capilor de familie și averea acestora.
La 1805 când păstorea Popa Daniil Rad, având venit 5 ferii de vin din via bisericii, erau în comuna Giomal 165 capi de familie”.
Această zonă figurează în Repertoriul Arheologic al României (http://www.archweb.cimec.ro/scripts/ARH/RAR-Index/Lista.asp?nr=44&Lang=EN%5Bnefuncțională%5D) 
Din locuri neprecizate de pe teritoriul satului provin: un fragment de cărămidă romană cu urme imprimate și un denar de la Septimius Severus, iar din altă parte, trei monede romane (M. Macrea, D. Protase, SCȘ, Cluj, 5, 1954, 3-4, p. 502, notele 10, 11; RepAb, p. 97-98, pct. 78/2).
În anul 1951, pe versantul de est al dealului numit "Măgura Geomalului“, aflat la aproximativ 2 km spre nord-vest de sat, s-a descoperit un tezaur monetar format din 215 denari și un antoninian emiși în intervalul de la Commodus la Gordian III ( M. Macrea, D. Protase, SCȘ, Cluj, 5, 1954, 3-4, p. 495-566; D. Protase, SCN, 1, 1957, p. 157, nota 215, Idem, SCN, 2, 1958, p. 257, nr. 3, p. 261, 262; D. Protase, I. H. Crișan, SCN, 4, 1968, p. 166, nr. 5; C. Preda, SCN, 5, 1968, p. 199, nr. 7; D. Tudor, Orașe, p. 179; TIR, L 34, p. 60; M. Chițescu, E. Popescu, SCN, 6, 1975, p. 225; RepAb, p. 97-98, pct. 78/3.).

## Probleme de mediu
În anul 2010, Baumit, firma proprietară a unei fabrici de var, a intrat în litigiu cu Composesoratul Geomal și Primăria Stremț. Composesoratul Geomal a câștigat procesul de fond, prin sentință definitivă și irevocabilă. Cu toate acestea, încă nu a fost pus în posesie. În vara anului 2010, din cauza exploziilor din cariera de var, pe fondul unei perioade cu ploi, s-au produs grave alunecări de teren, e.g. ruperea platformelor cântarului, a birourilor și a stâlpilor de cablu și telefon. La baza Măgurii s-a format un crater pe o proprietate privată, teren agricol vecin cu cariera. Baumit a blocat accesul pe drumul public și implicit astfel al sătenilor la terenurile agricole din zonă, proprietatea lor personală. De asemenea, aceste proprietăți au fost puternic afectate de alunecările de teren.

## Personalități locale
- Ștefan Meteș (1887-1977), istoric, membru corespondent al Academiei Române.